# Квалификация чемпионата Европы по водному поло среди женщин 2008
Квалификация чемпионата Европы по водному поло среди женщин 2008 — 5-я  женская квалификация для участия в чемпионате Европы, в квалификации  приняли участие 8 европейских команд. Проходила с 4 до 6 января 2008 года.

## Турнир
Четыре команды присоединились с ЧЕ 2006:
- Испания
- Россия
- Италия
- Венгрия

## Квалификация
| Турнир                                              | Дата                                           | Места | Команды                              |
| --------------------------------------------------- | ---------------------------------------------- | ----- | ------------------------------------ |
| Чемпионат Европы по водному поло 2006               | команды занявшие 6-12 места                    | 4     | Нидерланды Греция Германия Сербия    |
| Первый дивизион чемпионата Европы среди женщин 2007 | первые 3 команд отправляются в Первый дивизион | 4     | Франция Великобритания Украина Чехия |

## Квалификационный турнир

### Группа А
- Матчи группы проходили в городе  Амстердам,(Нидерланды)

| Место | Команда    | М | В | Н | П | ГЗ | ГП | +/- | Очки |
| ----- | ---------- | - | - | - | - | -- | -- | --- | ---- |
| 1     | Нидерланды | 3 | 3 | 0 | 0 | 74 | 10 | +64 | 6    |
| 2     | Франция    | 3 | 2 | 0 | 1 | 27 | 27 | 0   | 4    |
| 3     | Чехия      | 3 | 1 | 0 | 2 | 29 | 58 | −29 | 2    |
| 4     | Сербия     | 3 | 0 | 0 | 3 | 24 | 59 | −35 | 0    |

### Группа В
- Матчи группы проходили в городе  Гамбург,(Германия)

| Место | Команда        | М | В | Н | П | ГЗ | ГП | +/- | Очки |
| ----- | -------------- | - | - | - | - | -- | -- | --- | ---- |
| 1     | Греция         | 3 | 3 | 0 | 0 | 49 | 19 | +30 | 6    |
| 2     | Германия       | 3 | 2 | 0 | 1 | 38 | 27 | +11 | 4    |
| 3     | Великобритания | 3 | 1 | 0 | 2 | 17 | 31 | −14 | 2    |
| 4     | Украина        | 3 | 0 | 0 | 3 | 12 | 39 | −27 | 0    |